# Danuvius guggenmosi
Danuvius guggenmosi — вид вимерлих ссавців з родини гомінід, які жили у верхньому міоцені (Тортонський ярус).
Викопні рештки виду виявлені в області Алльгой на півдні Німеччини, яка в цей час, імовірно, була рідколіссям з мінливим кліматом [уточнити]. За оцінкою авторів статті з описом виду, самець важив близько 31 кг, дві самки, останки яких були знайдені — 17 і 19 кг.
Це перший виявлений представник гомінід верхнього міоцену зі збереженими трубчастими кістками, які проливають світло на анатомічну будову і пересування сучасних мавп. Ці мавпи були здатні як до підвішування на деревах (підвісна поведінка), так і до ходьби на двох ногах (біпедалізм), в той час як інші раніше відомі гомініди краще пристосовані до першого (а люди — до другого). Метод пересування Danuvius guggenmosi різнився від будь-яких відомих сучасних мавп — так зване «лазіння на прямих кінцівках» по товстим гілкам дерев, а також використання рук для підвішування. Найближчий спільний предок між людьми і великими людиноподібними мавпами, можливо, мав подібний метод пересування.